# Mary Cressac
Pour les articles homonymes, voir Cressac.
Mary Cressac, né à La Rochefoucauld (Charente) le 17 janvier 1898 et morte à Soyaux le 16 avril 1969, est une femme de lettres française. Elle est la nièce du docteur Émile Roux, cofondateur de l'Institut Pasteur (1853-1933).

## Biographie
Elle obtient son doctorat ès lettres, avec comme thèse Études sur l'Hypérion d'Hölderlin.
L'ensemble de son œuvre est couronné en 1960 par le prix Alice-Louis-Barthou de l'Académie française.
« Sa poésie est parcourue du frémissement de l'inquiétude, mais elle ne perd jamais la vigueur du plus constant courage. Elle est mélodieusement poignante dans l'expression à la fois nostalgique et ardente de la passion. » George-Day (pseudonyme d'Yvonne Debeauvais)

## Œuvre
Romans
- Arrière-Saison, Ed. du Mont-Blanc, 1949. Prix de la Maison des Intellectuels.
- Demain est mort, France-Editions, 1954. Préface de Jean Rostand. Prix Jean-Blaise de la Société des gens de lettres.
- Grêlé des Indes, Ed. Debresse, 1959. Prix Emile Zola de la Société des Gens de Lettres.

Poèmes
- Le Lion ailé, Poèmes vénitiens. Ed. Caractères, 1955. Prix Tardif 1956 de l'Académie Française. Prix Aurel de la Société des Gens de Lettres.
- Les Ombres s'allongent, Ed. Debresse, 1959. Prix Verlaine de la Maison de Poésie. Prix Amélie Murat.
- L'échelle d'or, Editions Coquemard, Angoulême, 1964. Préface de George-Day. Prix Pascal-Forthuny de l’Académie française en 1966.

Biographie
- Le Docteur Roux, mon oncle, Ed. de l'Arche, 1952, préface de Jean et Jérôme Tharaud. Prix Auguste Furtado de l'Académie française.

## Sources
- Préface de George-Day dans L'Échelle d'Or (1964)